# (65675) Mohr-Gruber
(65675) Mohr-Gruber est un astéroïde de la ceinture principale.

## Description
(65675) Mohr-Gruber est un astéroïde de la ceinture principale. Il fut découvert le 11 janvier 1989 à Tautenburg par Freimut Börngen. Il présente une orbite caractérisée par un demi-grand axe de 3,18 UA, une excentricité de 0,13 et une inclinaison de 2,7° par rapport à l'écliptique.

## Compléments